# يوسوكي تاشيرو
يوسوكي تاشيرو (باليابانية: 田代 容輔) (27 يونيو 1995 في أوساكا في اليابان – )؛ هو لاعب كرة قدم ياباني سابق كان يلعب كمهاجم.

## وصلات خارجية
- يوسوكي تاشيرو على موقع رابطة كرة القدم اليابانية للمحترفين (اليابانية)
- يوسوكي تاشيرو على موقع قاعدة بيانات كرة القدم.إي يو (الإنجليزية)
- يوسوكي تاشيرو على موقع Soccerway.com (الإنجليزية)
- يوسوكي تاشيرو على موقع عالم كرة القدم.نت (الإنجليزية)